# Starbucks
Starbucks je američka tvrtka kojoj je primarna djelatnost prodaja napitaka od kave, te u svojem vlasništvu ima lanac kafića. Tvrtka je osnovana u Seattleu, 1971. godine. Trenutačno je u pogonu 23.768 poslovnica (13.107 u SADu, 2.204 u Kini, 1.418 u Kanadi, 1.160 u Japanu i ostalo u raznim državama).

## Osnivanje
Prva poslovnica otvorena je u Seattleu, 30. ožujka 1971. godine. Osnovana je od strane trojice partnera koji su se upoznali za vrijeme studentskih dana dok su studirali na Sveučilištu u San Franciscu (učitelj engleskog jezika Jerry Baldwin, profesor povijesti Zev Siegl i pisac Gordon Bowker. Tvrtka je dobila ime po mornaru iz djela Moby-Dick, koji se zvao Starbuck. Tijekom prve godine poslovanja nisu posluživali već skuhanu kavu, nego su kupci kupovali cijela pržena zrna kave.

### Postepeno širenje
Tijekom 1980ih godina ukupna prodaja kave u SAD-u je bila u opadanju, ali prodaja specijaliteta od kave, odnosno napitaka porasla je s 3% u 1983. godini na 10% u 1989. Do 1986. godine tvrtka je u svom vlasništvu imala 6 poslovnica u Seattleu (od te godine Starbucks započima prodaju espesso kave). 
Do 1989. godine tvrtka je otvorila dodatnih 30-ak poslovnica te je sad ukupno u vlasništvu imala 46 poslovnica diljem SAD-a. Godišnja potrošnja kave bila je oko 907 000 kilograma. 
1992. godine Starbucks ima 140 poslovnica i na godišnjoj razini utrži oko 73 milijuna dolara (1987. godine utržili su 1,3 milijuna dolara). Tržišna vrijednost tvrtke u to doba iznosi 271 milijuna dolara. Iste godine prodano je oko 12% dionice tvrtke te je tako dobiveno 25 milijuna dolara svježeg kapitala (isti taj kapital omogućio je otvaranje novih poslovnica u idućih par godina). 
2013. godine, preko 10% prodane kave i ostalog vršilo se putem mobilnih aplikacija korištenjem Starbucks aplikacije. 

## Lokacija
Starbucks je prisutan u 67 zemalja svijeta.
| Afrika                           | Sjeverna Amerika | Oceanija                  | Južna Amerika                                             | Azija | Europa |
| -------------------------------- | --- | ------------------------- | --------------------------------------------------------- | --- | --- |
| - Egipat - Južna Afrika - Maroko | - Aruba - Bahami - Curaçao - Salvador - Guatemala - Kanada - Kostarika - Mexico - Panama - Sjedinjene Američke Države - Puerto Rico | - Australia - Novi Zeland | - Argentina - Bolivija - Brazil - Čile - Kolumbija - Peru | - Azerbajdžan - Bahrain - Brunei - Cipar - Filipini - Indija - Indonezija - Japan - Jordan - Južna Koreja - Kambodža - Katar - Kazahstan - Kina - Hong Kong - Macau - Kuvajt - Libanon - Malezija - Oman - Saudijska Arabija - Singapur - Šri Lanka - Tajvan - Tajland - Ujedinjeni Arapski Emirati - Vijetnam | - Austrija - Belgija - Bugarska - Danska - Finska - Francuska - Grčka - Irska - Luksemburg - Mađarska - Monako - Nizozemska - Njemačka - Norveška - Poljska - Portugal - Rumunjska - Rusija - Srbija - Španjolska - Švedska - Švicarska - Ujedinjeno Kraljevstvo - Guernsey |